# سروش رفیعی
سروش رفیعی تل‌گری (زادهٔ ۴ فروردین ۱۳۶۹ در شیراز) بازیکن فوتبال اهل ایران است که در پست هافبک هجومی برای باشگاه فوتبال پرسپولیس بازی می‌کند.

## دوران باشگاهی
او دوران خود را با فجر سپاسی شروع کرد و به آنها کمک کرد تا رتبه خود را در لیگ برتر فوتبال ایران ۹۱–۱۳۹۰ ارتقاء دهند. بعدها او به فولاد پیوست.

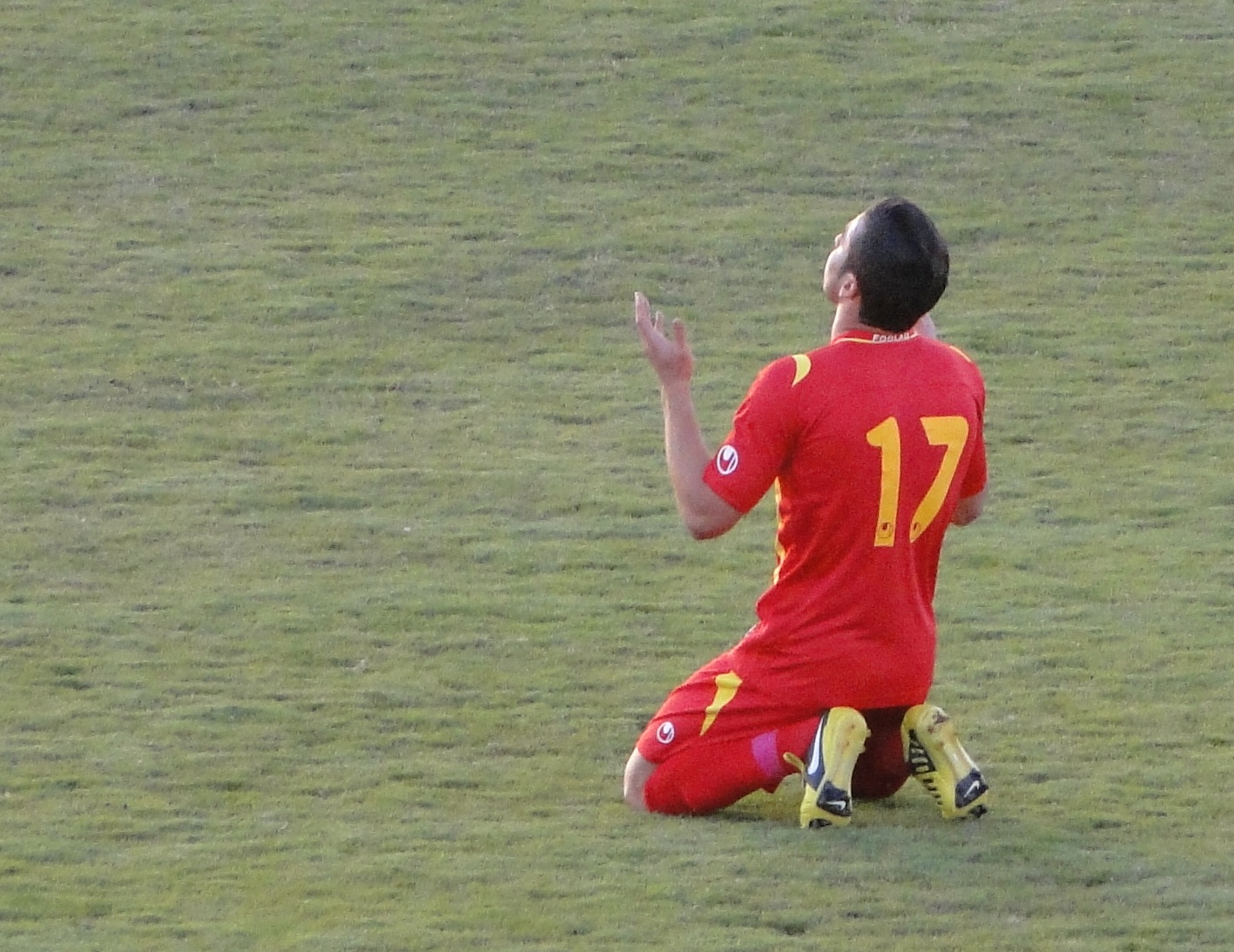
رفیعی با فولاد در سال ۱۳۹۱

### تراکتورسازی
در تابستان سال ۱۳۹۴ رفیعی قراردادی دو ساله را با تراکتورسازی صرف گذراندن دورهٔ سربازی در باشگاه به امضا رساند.

### پرسپولیس

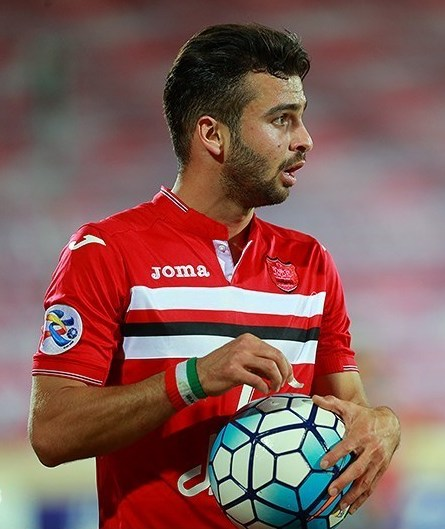
رفیعی با پرسپولیس در خرداد ۱۳۹۶

در ۹ ژانویه ۲۰۱۷، رفیعی قراردادی ۶ ماهه را با باشگاه پرسپولیس در لیگ برتر خلیج فارس به امضا رساند. به او شماره ۷ داده شد، که قبلاً به افتخار اسطوره بازنشسته باشگاه علی پروین بایگانی شده بود. او در شهرآورد ۸۴ تهران مقابل استقلال گلزنی کرد.

### الخور
در تابستان ۱۳۹۶، رفیعی با قراردادی یک ساله به الخور قطر پیوست و در این تیم شمارهٔ ۷ را به تن می‌کرد. در پایان فصل باشگاه الخور یک بازیکن جایگزین برای رفیعی جذب کرد و او قراردادش را با این باشگاه تمدید نکرد.

### بازگشت به پرسپولیس
سروش رفیعی در ۱۸ تیر ۱۳۹۷ با قراردادی یک و نیم ساله، به پرسپولیس بازگشت.
در توافق میان او و باشگاه پرسپولیس، قرار شد به دلیل محرومیت انتقالاتی پرسپولیس، او یک نیم‌فصل در تیم فولاد خوزستان بازی کند و از نیم‌فصل دوم لیگ هجدهم برای پرسپولیس به میدان برود.

### شهر خودرو
رفیعی پس از جدایی از پرسپولیس در ۱۷ مرداد ۱۳۹۸ به شهرخودرو پیوست.

### سپاهان
سروش رفیعی در ۲۳ دی ۱۳۹۸ با عقد قرارداری رسمی به باشگاه سپاهان پیوست.

### بازگشت دوباره به پرسپولیس
رفیعی در ۲۵ خرداد ۱۴۰۱ با قراردادی ۲ ساله به پرسپولیس پیوست.

## آمار باشگاهی
تا تاریخ ۲۵ اردیبهشت ۱۴۰۴
| باشگاه         | دسته           | فصل            | لیگ  | لیگ | جام حذفی | جام حذفی | آسیا | آسیا | سوپر جام | سوپر جام | مجموع | مجموع |
| باشگاه         | دسته           | فصل            | بازی | گل  | بازی     | گل       | بازی | گل   | بازی     | گل       | بازی  | گل    |
| -------------- | -------------- | -------------- | ---- | --- | -------- | -------- | ---- | ---- | -------- | -------- | ----- | ----- |
| فجر سپاسی      | لیگ برتر       | ۸۹–۱۳۸۸        | ۲۰   | ۵   | ۰        | ۰        | –    | –    | –        | –        | ۲۰    | ۵     |
| فجر سپاسی      | دسته یک        | ۹۰–۱۳۸۹        | ۲۰   | ۵   | ۰        | ۰        | –    | –    | –        | –        | ۲۰    | ۵     |
| مجموع فجرسپاسی | مجموع فجرسپاسی | مجموع فجرسپاسی | ۴۰   | ۱۰  | ۰        | ۰        | –    | –    | –        | –        | ۴۰    | ۱۰    |
| فولاد          | لیگ برتر       | ۹۱–۱۳۹۰        | ۱۹   | ۱   | ۱        | ۱        | –    | –    | –        | –        | ۲۰    | ۲     |
| فولاد          | لیگ برتر       | ۹۲–۱۳۹۱        | ۱۶   | ۱   | ۰        | ۰        | –    | –    | –        | –        | ۱۶    | ۱     |
| فولاد          | لیگ برتر       | ۹۳–۱۳۹۲        | ۲۹   | ۳   | ۲        | ۱        | ۸    | ۰    | –        | –        | ۳۹    | ۴     |
| فولاد          | لیگ برتر       | ۹۴–۱۳۹۳        | ۱۵   | ۷   | ۱        | ۰        | ۱    | ۰    | –        | –        | ۱۷    | ۷     |
| مجموع فولاد    | مجموع فولاد    | مجموع فولاد    | ۷۹   | ۱۲  | ۴        | ۲        | ۹    | ۰    | –        | –        | ۹۲    | ۱۴    |
| تراکتور        | لیگ برتر       | ۹۵–۱۳۹۴        | ۲۵   | ۴   | ۲        | ۰        | ۷    | ۰    | –        | –        | ۳۴    | ۴     |
| تراکتور        | لیگ برتر       | ۹۶–۱۳۹۵        | ۱۴   | ۱   | ۳        | ۰        | –    | –    | –        | –        | ۱۷    | ۱     |
| مجموع تراکتور  | مجموع تراکتور  | مجموع تراکتور  | ۳۹   | ۵   | ۵        | ۰        | ۷    | ۰    | –        | –        | ۵۱    | ۵     |
| پرسپولیس       | لیگ برتر       | ۹۶–۱۳۹۵        | ۱۴   | ۳   | ۰        | ۰        | ۷    | ۱    | –        | –        | ۲۱    | ۴     |
| پرسپولیس       | لیگ برتر       | ۹۸–۱۳۹۷        | ۱۲   | ۱   | ۳        | ۰        | ۵    | ۰    | –        | –        | ۲۰    | ۱     |
| پرسپولیس       | لیگ برتر       | ۰۲–۱۴۰۱        | ۲۵   | ۱   | ۵        | ۰        | –    | –    | –        | –        | ۳۰    | ۱     |
| پرسپولیس       | لیگ برتر       | ۰۳–۱۴۰۲        | ۲۷   | ۰   | ۱        | ۰        | ۶    | ۰    | –        | –        | ۳۴    | ۰     |
| پرسپولیس       | لیگ برتر       | ۰۴–۱۴۰۳        | ۲۷   | ۲   | ۱        | ۰        | ۷    | ۰    | ۱        | ۰        | ۳۶    | ۲     |
| مجموع پرسپولیس | مجموع پرسپولیس | مجموع پرسپولیس | ۱۰۵  | ۷   | ۱۰       | ۰        | ۲۵   | ۱    | ۱        | ۰        | ۱۴۱   | ۸     |
| الخور          | لیگ قطر        | ۲۰۱۷–۲۰۱۸      | ۱۹   | ۵   | ۰        | ۰        | –    | –    | –        | –        | ۱۹    | ۵     |
| مجموع الخور    | مجموع الخور    | مجموع الخور    | ۱۹   | ۵   | ۰        | ۰        | –    | –    | –        | –        | ۱۹    | ۵     |
| شهرخودرو       | لیگ برتر       | ۹۹–۱۳۹۸        | ۱۴   | ۰   | ۱        | ۰        | ۰    | ۰    | –        | –        | ۱۵    | ۰     |
| مجموع شهرخودرو | مجموع شهرخودرو | مجموع شهرخودرو | ۱۴   | ۰   | ۱        | ۰        | ۰    | ۰    | –        | –        | ۱۵    | ۰     |
| سپاهان         | لیگ برتر       | ۹۹–۱۳۹۸        | ۱۱   | ۲   | ۱        | ۰        | ۶    | ۱    | –        | –        | ۱۸    | ۳     |
| سپاهان         | لیگ برتر       | ۰۰–۱۳۹۹        | ۲۶   | ۲   | ۳        | ۰        | –    | –    | –        | –        | ۲۹    | ۲     |
| سپاهان         | لیگ برتر       | ۰۱–۱۴۰۰        | ۲۳   | ۲   | ۲        | ۰        | ۶    | ۱    | –        | –        | ۳۱    | ۳     |
| مجموع سپاهان   | مجموع سپاهان   | مجموع سپاهان   | ۶۰   | ۶   | ۶        | ۰        | ۱۲   | ۲    | –        | –        | ۷۸    | ۸     |
| مجموع آمار     | مجموع آمار     | مجموع آمار     | ۳۵۶  | ۴۵  | ۲۶       | ۲        | ۵۳   | ۳    | ۱        | ۰        | ۴۳۶   | ۵۰    |

## دوران ملی

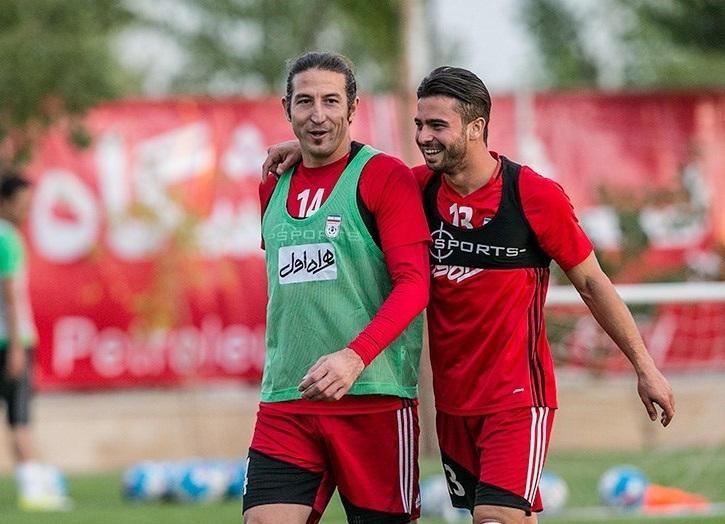
رفیعی و تیموریان در اردوی ایران در ۲۰۱۶

او به تیم ملی فوتبال ایران در اکتبر ۲۰۱۴ توسط کارلوس کی‌روش فراخوانده شد. او اولین بازی خود را در یک بازی مقابل کره جنوبی در ۱۸ نوامبر ۲۰۱۴ انجام داد. او در تاریخ ۳۰ دسامبر ۲۰۱۴ توسط کارلوس کی‌روش به ترکیب ایران در جام ملت‌های آسیا ۲۰۱۵ فراخوانده شد.

### چالش‌ها
کارت معافیت از سربازی وی در جریان جنجال کارت معافیت بازیکنان فوتبال باطل شد.

## آمار ملی

### بازی‌های ملی
تا تاریخ ۱۹ ژانویه ۲۰۱۵
| ایران | ایران | ایران |
| سال   | بازی  | گل    |
| ----- | ----- | ----- |
| ۲۰۱۴  | ۱     | ۰     |
| ۲۰۱۵  | ۳     | ۰     |
| مجموع | ۴     | ۰     |

## افتخارات

### باشگاهی
فجر سپاسی
- لیگ آزادگان (۱): ۹۰–۱۳۸۹

فولاد
- لیگ برتر خلیج فارس (۱): ۹۳–۱۳۹۲

پرسپولیس
- لیگ برتر (۴): ۹۶–۱۳۹۵، ۹۸–۱۳۹۷، ۰۲–۱۴۰۱، ۰۳–۱۴۰۲
- جام حذفی (۲): ۹۸–۱۳۹۷، ۰۲–۱۴۰۱
- سوپر جام (۲): ۱۳۹۸، ۱۴۰۲

### فردی
- تیم منتخب سال لیگ برتر خلیج فارس (۳): ۹۳–۱۳۹۲، ۹۵–۱۳۹۴، ۹۶–۱۳۹۵

## بازداشت
در ۲۴ آبان ۱۴۰۱ در جریان خیزش ۱۴۰۱ ایران، در میدان تجریش تهران، سروش رفیعی به‌علت حمایت از دختری که مورد حمله نیروهای امنیتی قرار گرفته بود، بازداشت و مورد ضرب و شتم قرار گرفت. او اگرچه با قید وثیقه از زندان آزاد شد، اما در تمرینات روز بعد باشگاه پرسپولیس حاضر نشد.
رسانه طرفداری به نقل از یکی از نزدیکان باشگاه پرسپولیس این خبر را تکذیب کرد، اما علی کریمی و کریم باقری در شبکه‌های اجتماعی خود این خبر را تأیید و از سروش رفیعی حمایت کردند.